# Дедоларизация
Дедоларизацията е процес на замяна на щатския долар в международните разплащания. Дедоларизацията е обратен на процеса на доларизация в международните финанси, който протича през цялата втора половина на XX век.
Предходно доларизацията се въвежда с Бретън-Удската система и се налага след шока „Никсън“ през 1971 г.
Дедоларизацията е съвместно инициирана от Китай и Русия през март 2009 г. в контекста на световната икономическа криза, започнала от 2007 г. Бушуващата световна икономическа криза спешно поставя на дневен ред въпроса за преразглеждане на ролята на долара като световната валута. Група експерти на ООН предлагат вместо щатския долар като световна парична единица и основна резервна валута да се използват специални права на тираж (СПТ), които са инструмент на МВФ.
През 10-те години на XXI век редица страни, изправени пред икономически санкции и натиск от САЩ, ускоряват процеса в междудържавните си разплащания. Реално процесът стартира със създаването на Нова банка за развитие на БРИКС, а в навечерието на 15-ата среща на БРИКС в Йоханесбург руският президент заявява, че „дедоларизацията е необратима“.